# John Campbell, III conte di Breadalbane e Holland
John Campbell, III conte di Breadalbane e Holland (Londra, 10 marzo 1696 – Edimburgo, 26 gennaio 1782) è stato un politico e diplomatico scozzese.

## Biografia
Era il figlio di John Campbell, II conte di Breadalbane e Holland, e di sua moglie, Henrietta Villiers. Studiò presso la Christ Church, a Oxford.

## Carriera
È stato inviato in Danimarca dal 1718 e fu l'ambasciatore in Russia dal 1731. È stato un Lord dell'Ammiragliato (1741-1742).
Fu deputato per Saltash (1727-1734), per Orford dal 1741, ed è stato un pari rappresentante scozzese dal 1752. Fu Master of the Jewel Office (1745-1756), fu insignito della DCL dall'Università di Oxford nel 1756, e servì come giudice a Eyre a sud di Trent (1756-1765) e vice-ammiraglio di Scozia dal 1776.

## Matrimoni

### Primo Matrimonio
Sposò, il 20 febbraio 1717/18 a St. James's, Lady Amabel Grey (1698-2 marzo 1727), figlia di Henry Grey, I duca di Kent. Ebbero due figli:
- Henry Campbell (1720-12 maggio 1726);
- Jemima Campbell, marchesa Grey (9 ottobre 1723-10 gennaio 1797), sposò Philip Yorke, II conte di Hardwicke, ebbero due figlie.

### Secondo Matrimonio
Sposò, il 23 gennaio 1730, Arabella Pershall (1703-1 settembre 1762), figlia di John Pershall. Ebbero due figli:
- George Campbell (1732-24 marzo 1744);
- John Campbell, Lord Glenorchy (20 settembre 1738-14 novembre 1771), sposò Willielma Maxwell, non ebbero figli.